# Groß Leuthener See
Der Groß Leuthener See ist ein natürlicher See im Landkreis Dahme-Spreewald im Land Brandenburg.

## Lage
Der Groß Leuthener See befindet sich knapp 20 km nordöstlich von der Kreisstadt Lübben. Er liegt innerhalb des Ostbrandenburgischen Heide- und Seengebietes auf den Moränenflächen der Leuthener Sandplatte (Naturräumliche Haupteinheit 825). Am Westufer des bogenförmigen Sees befindet sich das Dorf Groß Leuthen mit Schloss Groß Leuthen und am Ostufer Klein Leuthen, beides Ortsteile der Gemeinde Märkische Heide.

## Einzugsgebiet
Das Einzugsgebiet des Groß Leuthener Sees ist mit 27 km² relativ groß und vor allem durch Wälder (68 %; insbesondere Kiefern) geprägt, weniger durch Ackerflächen (23 %). Der Bach Dollgener Seegraben mündet südlich von Groß Leuthen in den Groß Leuthener See und verlässt ihn im Nordosten wieder, um dann über den Bach Rocher Mühlenfließ in die Spree zu entwässern.

## Wassereigenschaften
In Bezug auf die Wasserzirkulation gehört der 115 Hektar große See aufgrund seiner geringen Tiefe (durchschnittlich 2,4 Meter) und der dem Wind ausgesetzten Lage zum polymiktischen Typ, d. h. das Wasser zirkuliert häufig. Die Sichttiefe liegt zwischen 0,5 und 2 Meter. Die Wassertemperatur lag bei Messungen während der Badesaison 2016 bis 2019 zwischen 12,7 und 26,1 Grad Celsius. Nach mikrobiologischer Bewertung wurde die Badegewässerqualität als ausgezeichnet bewertet. Der Gesamtzustand des Sees wird jedoch nur als mäßig eingestuft, da Überdüngung zu starkem Wachstum pflanzlichen Planktons, Verarmung der Unterwasservegetation, Schwankungen des Sauerstoffgehalts und geringen Sichttiefen geführt hat.

## Nutzung
Der Groß Leuthener See wird für touristische Zwecke genutzt, insbesondere als Badesee, er wird jedoch nicht durch Rettungsschwimmer überwacht. Es gibt Sandufer und Liegewiesen, Gastronomie, einen Parkplatz und einen fußläufig entfernten Vier-Sterne-Campingplatz nördlich von Groß Leuthen.
Der Groß Leuthener See dient auch der Fischereiwirtschaft und als Angelgewässer, wobei er vor allem von Booten aus befischt wird, da es aufgrund des dichten Schilfgürtels nur wenige Angelstellen am Ufer gibt. In dem See sind hauptsächlich Aale und Karpfen, aber auch Hechte, Zander, Barsche und Schleie beheimatet.